# Château royal de Senlis et prieuré Saint-Maurice
Le château royal de Senlis remonte à l'époque des Mérovingiens et fut le lieu de l'élection de Hugues Capet en 987, mais a été entièrement reconstruit sous Louis le Gros vers 1130. Il est utilisé comme résidence royale jusqu'au début du XVIe siècle et tombe en ruines peu avant la Révolution, et les bâtiments subsistants sont pour la plupart démolis en 1812 et 1861. Le prieuré Saint-Maurice est une fondation de Saint Louis de 1262-1264 environ et a été construit à proximité du château royal. En raison du nombre insuffisant de moines, il a été supprimé en 1768, et le cloître et la chapelle ont été démolis après la Révolution. En restent le bâtiment des moines, aujourd'hui salle polyvalente municipale, et le logis du prieur du XVIIIe siècle, racheté par la ville de Senlis en 1956 pour y installer le musée de la Vénerie. L'ensemble des ruines du château royal et du prieuré Saint-Maurice est situé sur un même terrain, aménagé en parc, et accessible gratuitement tous les jours sauf le mardi.

## Le château royal de Senlis

### Historique

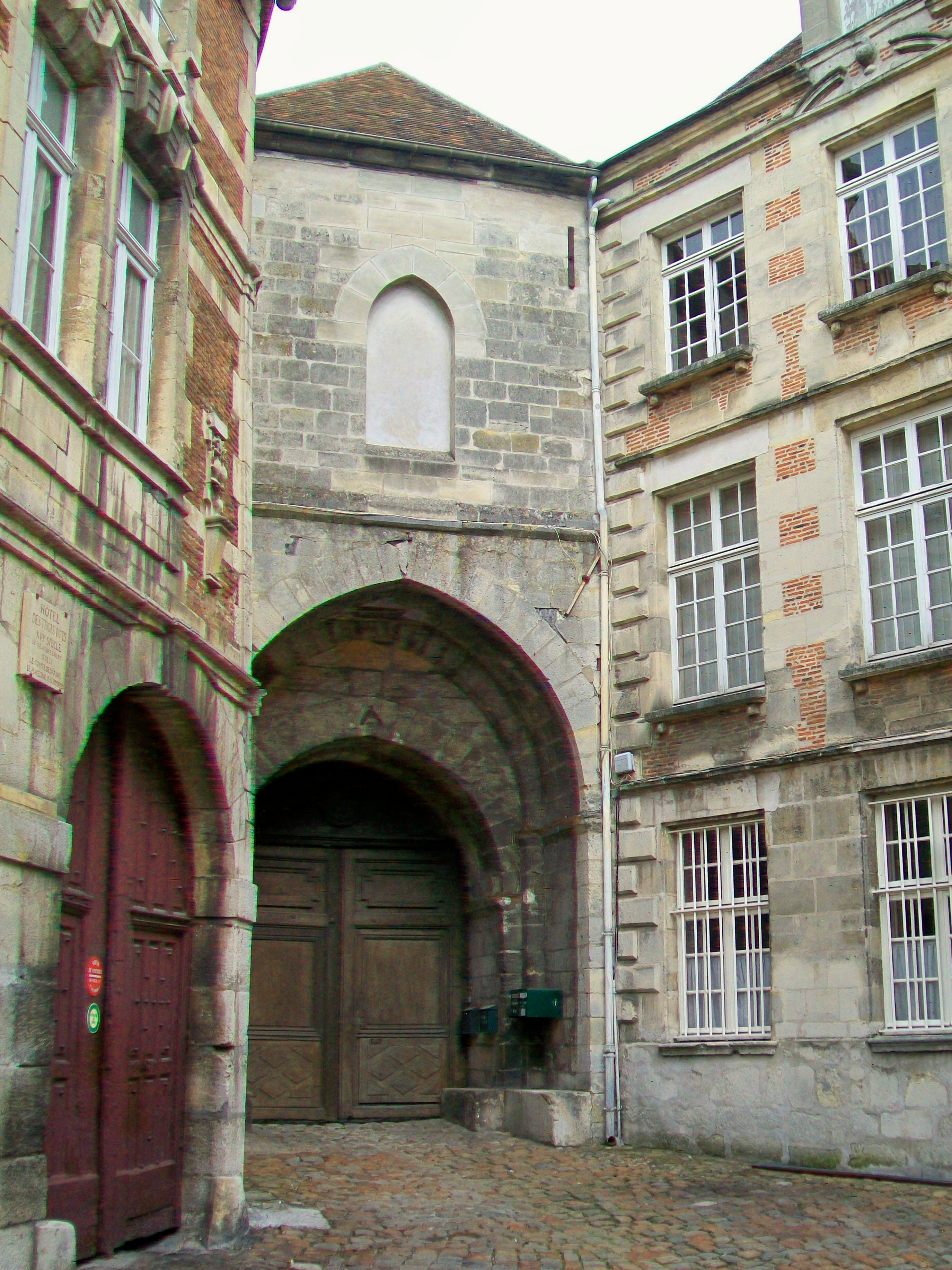
Porte fortifiée du XIIIe siècle.

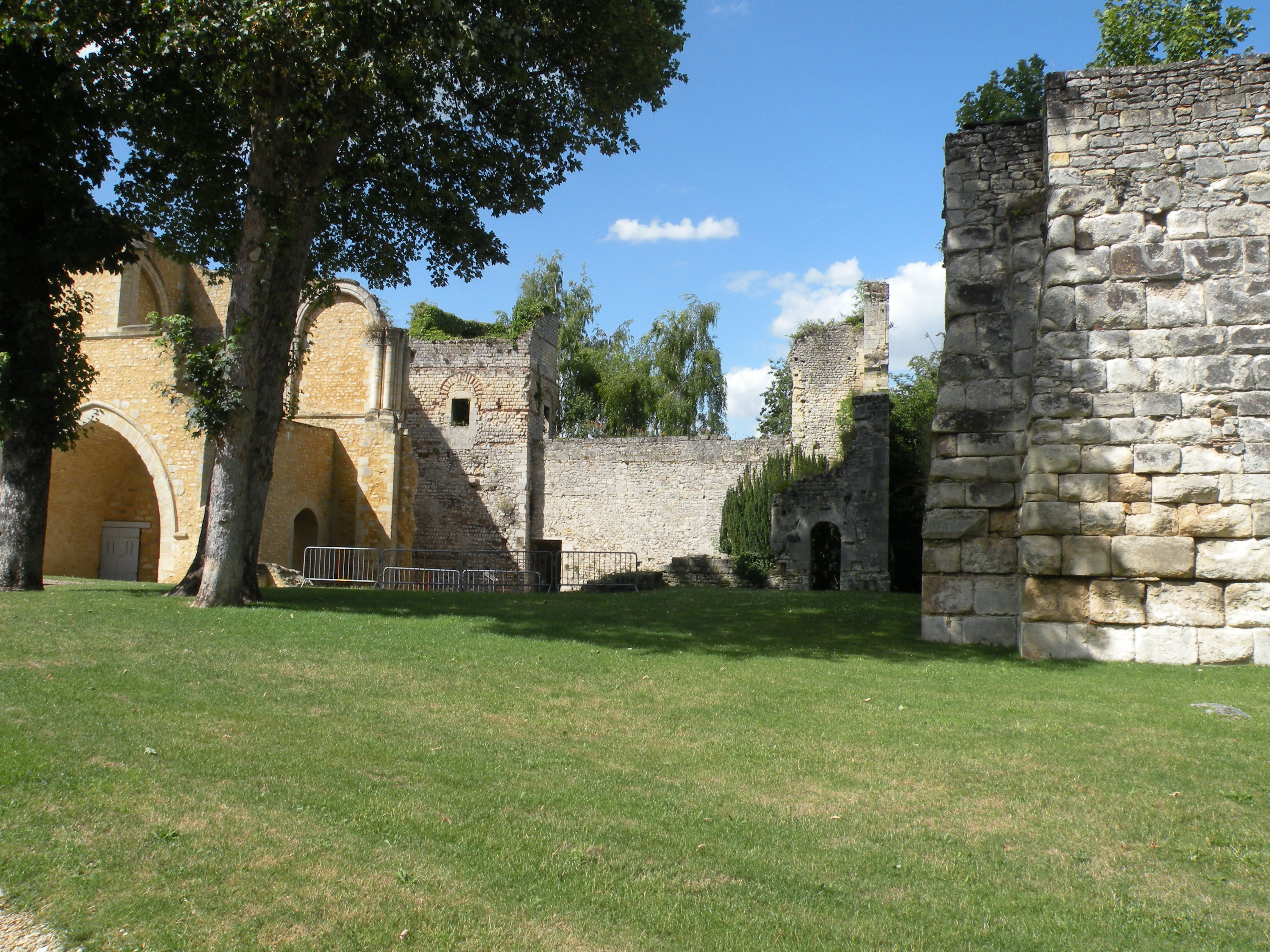
Ruines entre la grosse tour à droite, et la chapelle Saint-Denis avec accès au logis à gauche.

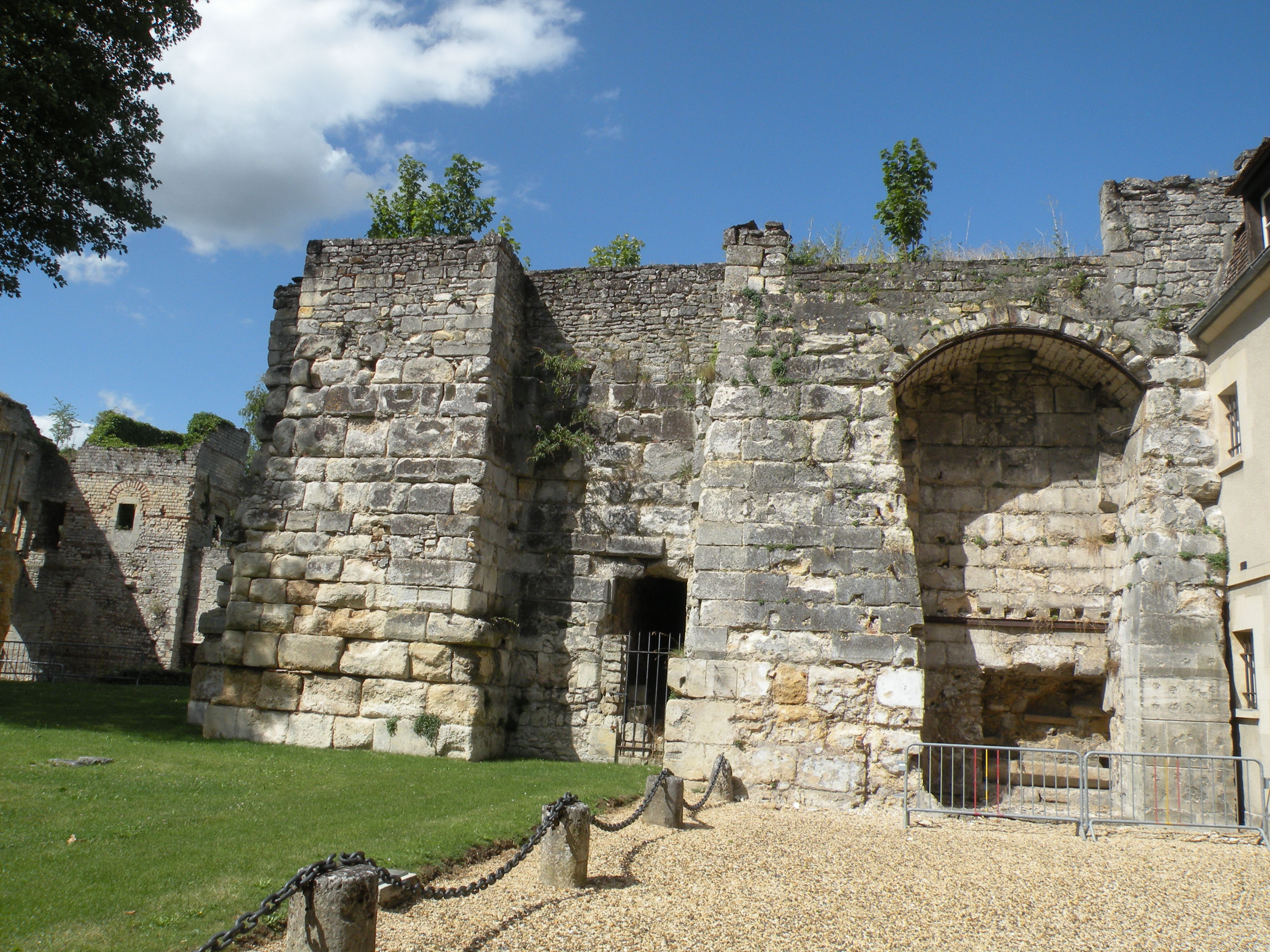
Grosse tour ou donjon de la fin du Xe siècle, écrêtée au XVIIe siècle.

L'histoire de Senlis est riche de dix siècles de présence royale quasiment ininterrompue. La ville était le siège d'un château ou d'un palais mérovingien puis carolingien dès le haut Moyen Âge, complètement disparu et sans preuves archéologiques certaines, mais mentionné dans nombre d'actes et documents anciens. Il a pu s'agir d'un palais issu de la transformation du prétoire du haut Empire romain, qui a dû se trouver à l'emplacement des actuelles ruines puisqu'il s'agit du point le plus élevé de Senlis. Le trésor royal y est conservé en 854. Charles II le Chauve y garde sa fille Judith, déjà veuve pour la seconde fois en 860, sous la protection « paternelle et royale et la garde épiscopale », avant qu'elle ne soit volontairement enlevée par Baudouin Ier de Flandre. À partir de 862, Senlis devient le centre de la résistance contre les Vikings. Charles enferme probablement au château royal son neveu Pépin II d'Aquitaine, roi déchu, à partir de 864, et l'évêque Hincmar de Laon à partir de 870. Charles le Chauve est également le premier roi dont le séjour fréquent à Senlis ne fait aucun doute, puisqu'il a daté de nombreuses chartes de Senlis.
En 946 et 949, le château (ou plutôt l'enceinte gallo-romaine) résiste à des sièges célèbres par des milliers d’assiégeants. En 949, le château est apparemment utilisé par Bernard le Danois, comte de Senlis ; au moins est-ce ici que son neveu Richard lui est remis par son précepteur Osmond de Conteville, qui l'avait libéré de son exil forcé à Laon auprès de Louis d'Outremer. C'est aussi au château de Senlis que le jeune Louis V meurt accidentellement d'une chute, en date du 22 mai 987. Cet incident donne lieu à l'assemblée de nobles et d'ecclésiastiques influents, qui finira par élire Hugues Capet comme roi des Francs, pendant la même année. Hugues Capet emprisonne Charles de Basse-Lotharingie au château de Senlis en 991, avant de le transférer à Orléans où il meurt peu de temps après.
Robert II venait tous les ans passer un certain temps à Senlis, autour de l'an mil, pour mener des conversations théologiques avec Lézelin, deuxième abbé de Saint-Arnoul. Philippe Ier signe de nombreux actes à Senlis, employant la formule in aula nostra regia. Le terme aula renvoie plutôt à un auditoire ou une grande salle. Vers 1130, Louis VI fait démolir entièrement ce premier château pour le reconstruire par la suite, exception faite d'une grosse tour du Xe siècle ; le même roi étant également à l'origine de la reconstruction de la cathédrale Notre-Dame de Senlis, c'est-à-dire de l'édification de la cathédrale actuelle. C'est de ce château de Louis le Gros que subsistent les ruines actuelles, adossées au rempart gallo-romain du IIIe siècle au nord-ouest de la cité. Bien qu'aucune source ne dit que le château fut implanté au même endroit que le palatio carolingien, il n'y a aucune raison de croire que le château primitif ne se situait pas au même endroit : la cité était trop densément construite pour laisser au monarque le choix de choisir un nouvel emplacement. Des fouilles ont bien été menées entre 1943 et 1949 par Georges Matherat, mais leur produit s'est perdu, et les conclusions tirées par le jeune chercheur étaient trop hâtives voire hasardeuses, aboutissant dans un plan du Senlis gallo-romain invalidé dans pratiquement tous ses détails depuis.
En 1183, le traité de paix dit de Senlis est signé probablement au château. Un an plus tard, Philippe Auguste y célèbre ses noces avec Isabelle de Hainaut. Le château est légèrement modifié lors des règnes de Saint Louis, Charles V et François Ier, mais sa disposition générale ne change pas. C'est Charles V qui fait transformer la tour no 28 ou « tour de l'Oratoire » de l'enceinte gallo-romaine en oratoire. Malgré ces travaux d'adaptation, le palais perd son importance dès la fin du XIIIe siècle, dans la mesure que la fonction centrale et le rôle de Paris augmentent. Bientôt après la mort de François Ier en 1547, le château devient le siège du présidial, en 1551. Il n'est dès lors plus utilisé comme résidence royale et se dégrade rapidement, faute d'entretien. Lors de ses fréquents passages à Senlis, Henri IV loge d'habitude à l'hôtel Séguin, rue de la Treille, maison à colombages conservée dans un excellent état. En 1780, au bout de deux siècles d'abandon ou plus, un large pan de la construction s'écroule, dont la salle d'audience (l'ancienne salle des gardes, au nord de la chapelle royale).
Le domaine de l'ancien château est vendu comme bien national en 1793, et les dépendances sont en grande partie démolies en 1816. En 1835, la famille Turquet de la Boisserie, vieille famille Senlisienne établie dans la région depuis le XIIIe siècle, acquiert les ruines du château. Elle est déjà propriétaire de l'ancien prieuré Saint-Maurice contigu depuis 1816. Le bâtiment ayant abrité l'administration des Eaux et Forêts, dans le prolongement du pignon néogothique, est toutefois abattu en 1861, en n'épargnant que les vestiges encore en place à l'heure actuelle. Jusque-là, la partie occidentale du château derrière la tour de l'Oratoire se poursuivait donc vers le sud ; une façade néogothique a été construite en 1861 pour clôturer le bâtiment amputé. La chapelle royale dédiée à saint Denis en 1142 a elle aussi été démolie au XIXe siècle hormis la tribune occidentale. Depuis, les ruines ont été bien préservées et deviennent la propriété de la ville de Senlis en 1956 avec l'ensemble du domaine, y inclus l'actuel jardin du Roy au nord du rempart et le prieuré Saint-Maurice,,,,.

### Description des ruines

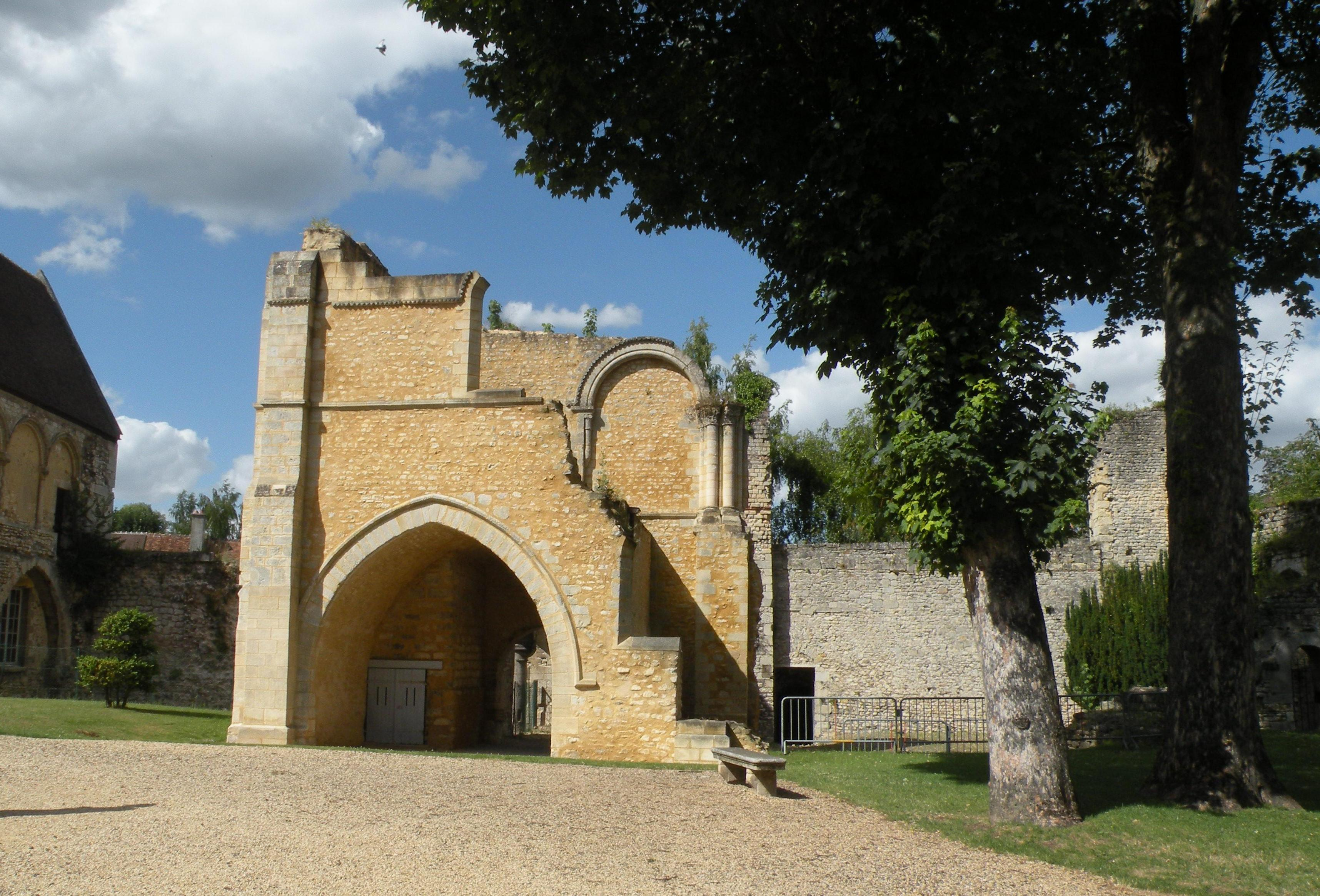
Accès aux appartements royaux ; en haut, tribune occidentale de la chapelle.

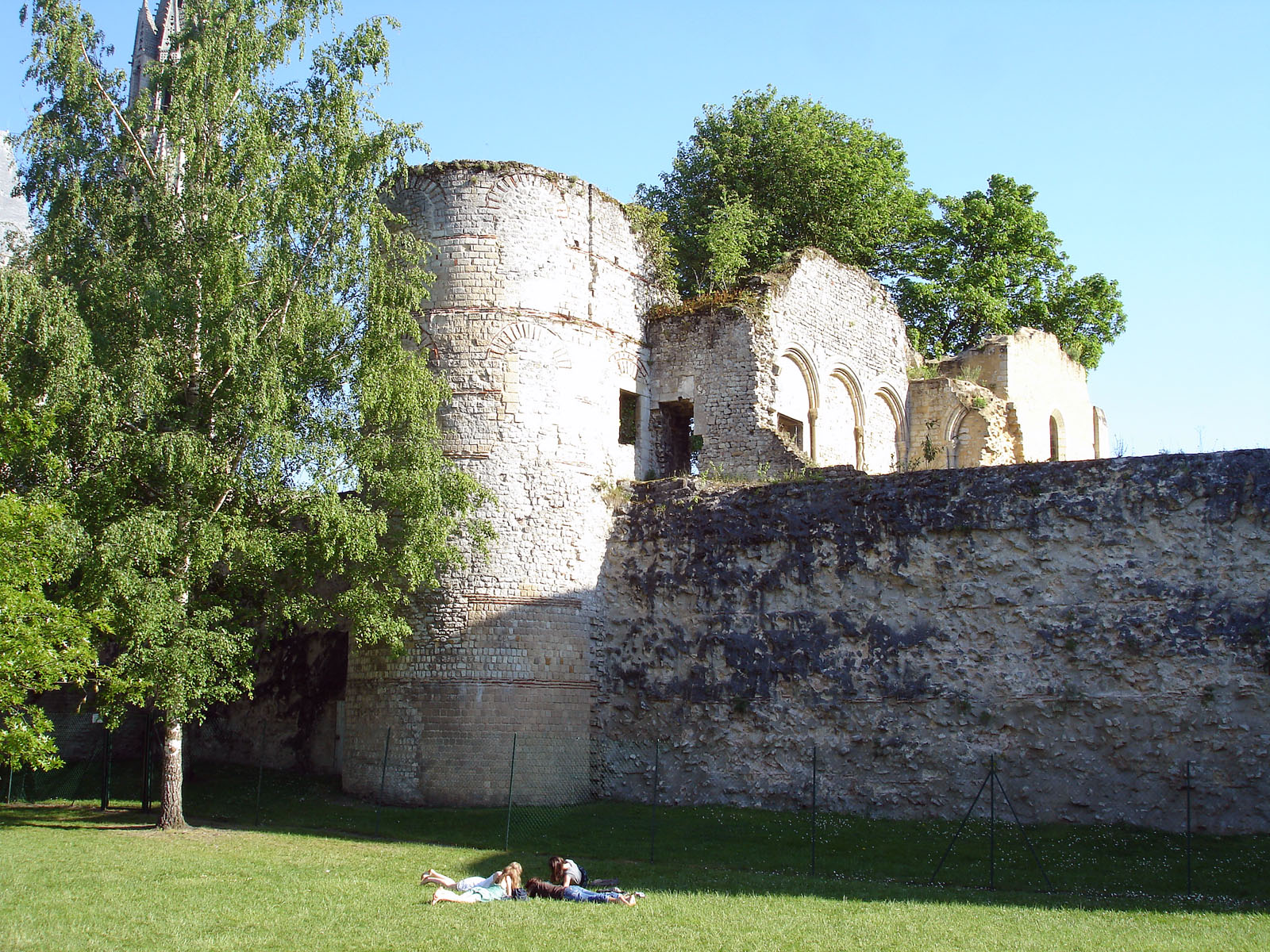
Tour des Gardes et mur est de la salle des Maréchaux depuis le jardin du Roy.

Du château royal subsistent quatre éléments bâtis séparés les uns des autres. La porte fortifiée vers la rue du Châtel date du XIIIe siècle et est bien conservée, mais a perdu les deux tours rondes qui l'auraient flanquée jusqu'à leur démolition au XVIIe siècle. L'on peut encore aujourd'hui observer le double dispositif de herse, et il est possible que le châtelet disposait d'un pont-levis. Hormis cette porte bien protégée, avant tout un signe de puissance, le château n'avait pas de défense particulière. En regardant vers la grille d'entrée du jardin du château royal depuis la place du Parvis, l'on trouve la porte fortifiée à gauche de l'Office du tourisme, en recul par rapport à la rue, et à droite de l'hôtel des Trois-Pots. Les riverains utilisent ce renfoncement pour garer leurs voitures, si bien que ce vestige médiéval n'est pas mis en valeur.
Le portail piéton du jardin du château royal, entre l'Office de tourisme et le musée des spahis, ne date que d'autour de 1900, et la grille a été posée pendant les années 1970. Les bâtiments annexes qui suivent à gauche après l'hôtel de l'Homme Sauvage abritant l'Office de tourisme n'ont eux non plus pas de rapport avec l'ancien château ; ils datent de peu avant 1835.
En face, immédiatement à droite de l'entrée à l'angle nord-est du parc, se trouve une grosse tour carrée de la fin du Xe siècle, écrêtée au XVIIe siècle. Son apparence d'origine est inconnue, mais bien des caractéristiques la rapprochent d'un donjon. Bâti avec des gros blocs d'appareil provenant de bâtiments publics du Senlis antique (Augustomagus), la bâtisse a pendant un certain temps été confondue avec une construction gallo-romaine. En réalité, seules les fondations contiennent des vestiges archéologiques de cette époque. La tour se distingue par de très larges contreforts saillants et des murs épais de 4,5 m, pour une superficie construite de 21,5 m sur 17 m. L'intérieur contient une unique salle rectangulaire, remaniée à l'époque gothique, avec un puits dans la partie sud-est. C'est près de cette tour que le socle de la statue de l'empereur Claude a été découvert, exposé au musée d'art et d'archéologie de Senlis. La tour ne se visite pas ; elle n'était vraisemblablement pas reliée au château royal de Louis le Gros.
Les deux ruines qui suivent en direction de l'ouest sont les vestiges du château proprement dit. Elles s’appuient également contre la muraille gallo-romaine et sont partiellement visibles depuis le jardin du Roy, rue du Chat-Haret. Le premier corps de bâtiments est le plus important. En le contemplant depuis le sud, l'on voit au rez-de-chaussée un grand passage en arc brisé, qui devient bientôt plus étroit : c'était le principal accès vers les appartements royaux. À l'étage, l'on aperçoit un arc en plein cintre souligné de pointe-de-diamant et encadré par des colonnes engagées, qui conservent leurs chapiteaux sculptés. Un deuxième arc du même type est visible si l'on regarde la ruine depuis l'est. Ces deux arcades appartiennent à la tribune occidentale de la chapelle royale Saint-Denis, consacrée en 1142 et démolie au XIXe siècle, hormis cette tribune. En outre de la tribune, la chapelle comportait une deuxième travée et une abside en hémicycle, les deux de plain-pied. Le plan de la chapelle se divine encore au sol. La pièce derrière les deux travées disparues, contre le rempart, était le cellier. Il en reste une colonne ronde supportant deux arcs brisés. À gauche du cellier, suivaient les cuisines et leurs annexes. Le plafond était plat, comme le démontrent ses arrachements aux murs, toujours visibles.
Derrière la tribune de la chapelle, l'étage contenait la « salle des gardes ». Elle communiquait avec la chapelle par l'une des arcades mentionnées et un petit portail à l'archivolte soigneusement travaillée, non visible pour le public. Suivait, côté ouest, à l'étage d'une partie du château aujourd'hui disparue, au-dessus des cuisines, la « salle des maréchaux ». Une petite porte faisait communiquer les deux salles. La « salle des maréchaux » était la salle d'apparat du château. Ses principaux vestiges sont les arcades plaquées sur le mur séparant les deux salles, côté ouest, et sur le mur oriental du bâtiment suivant. Elles avaient une fonction purement décorative, et un crépi revêt encore partiellement les murs qui les ferment. Trois arcs en plein cintre avec des archivoltes ornées de tores sont supportés par des colonnes engagées à chapiteaux, dont une est en bâtons brisés. Des arcades d'une disposition analogue existaient aussi sur les murs nord et sud. Plus rien ne subsiste aujourd'hui du grand escalier monumental à l'est, à droite de la chapelle, édifié sous François Ier pour donner un accès direct à la « salle des gardes ». Derrière les ruines se situe la tour no 29 ou « tour des Gardes », accessible depuis le château. Depuis la construction de l'enceinte de Philippe Auguste, elle avait perdu sa fonction défensive.
Le corps de bâtiments le plus à l'ouest abritait probablement les appartements privés. La façade méridionale avec son pignon percée d'une petite rosace a été construite en 1861 dans le style néogothique, à la suite de la démolition de la suite du bâtiment vers le sud. À l'étage, côté est, les arcades à l'ouest de la « salle des maréchaux » signalée ci-dessus sont visibles. Côté ouest, la vue s'ouvre sur la tour n° 28 de l'enceinte gallo-romaine, dite « tour de l'Oratoire » car son premier étage avait été transformée en oratoire sous Charles V, roi de 1364 à 1380. De cette transformation restent une baie en arc brisé visible depuis le jardin du Roy, sur la façade est de la tour, une piscine liturgique et les traces d'une cheminée. L'affectation du second étage est inconnue. L'intérieur du bâtiment à la façade néogothique est utilisé comme dépôt des fouilles archéologiques de l'arrondissement de Senlis. Il y subsiste à l'étage une cheminée monumentale très remarquable du XVe siècle, semblable à celle du prieuré Saint-Maurice, un crépis avec décor peint en faux-appareil, et une fenêtre à coussièges du temps de Charles V, désormais bouchée. La charpente date en partie du XVe ou du XVIe siècle,,.

## Le prieuré Saint-Maurice

### Historique

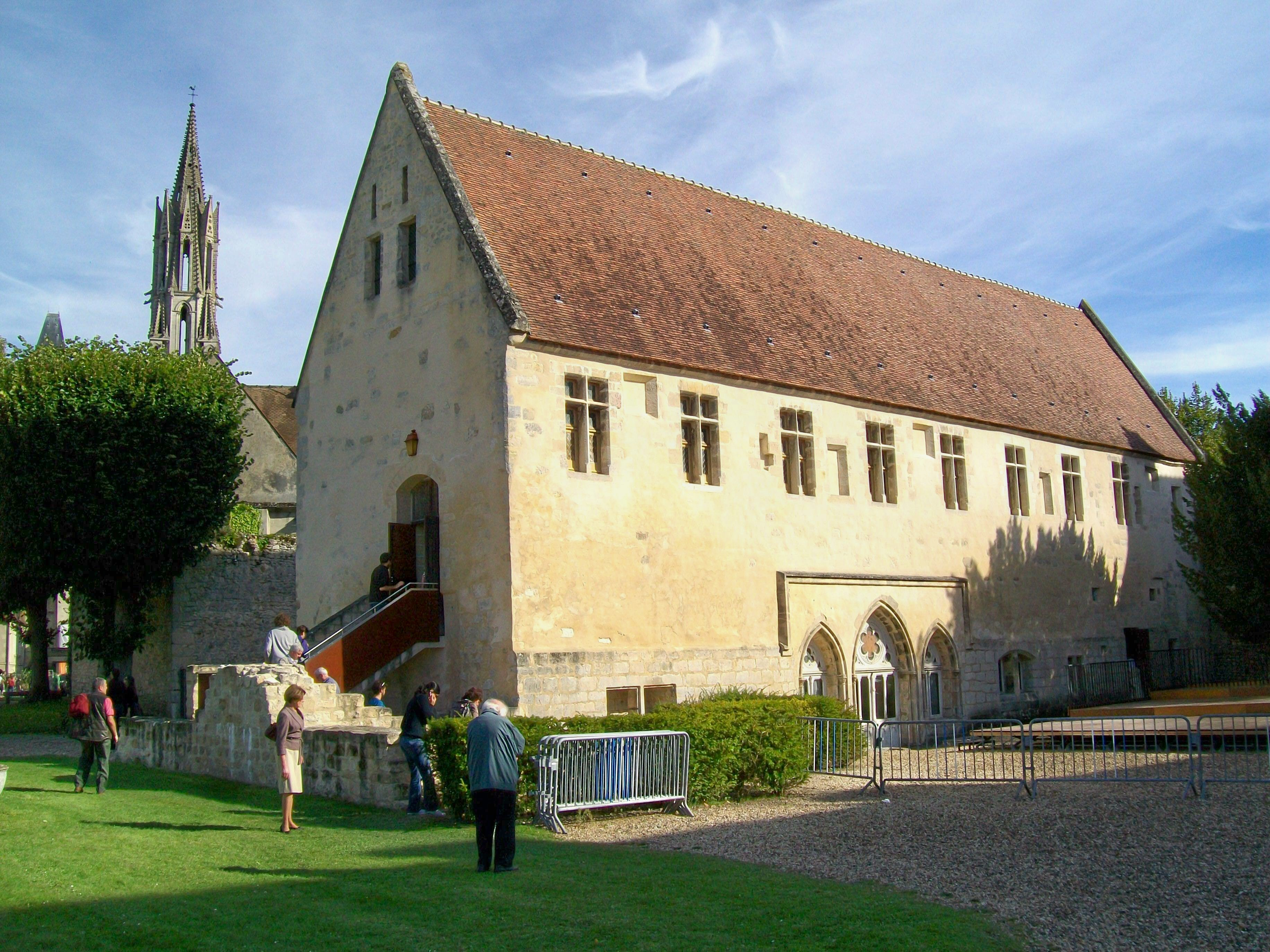
Bâtiment des moines, façade ouest ayant jadis donné sur le cloître.

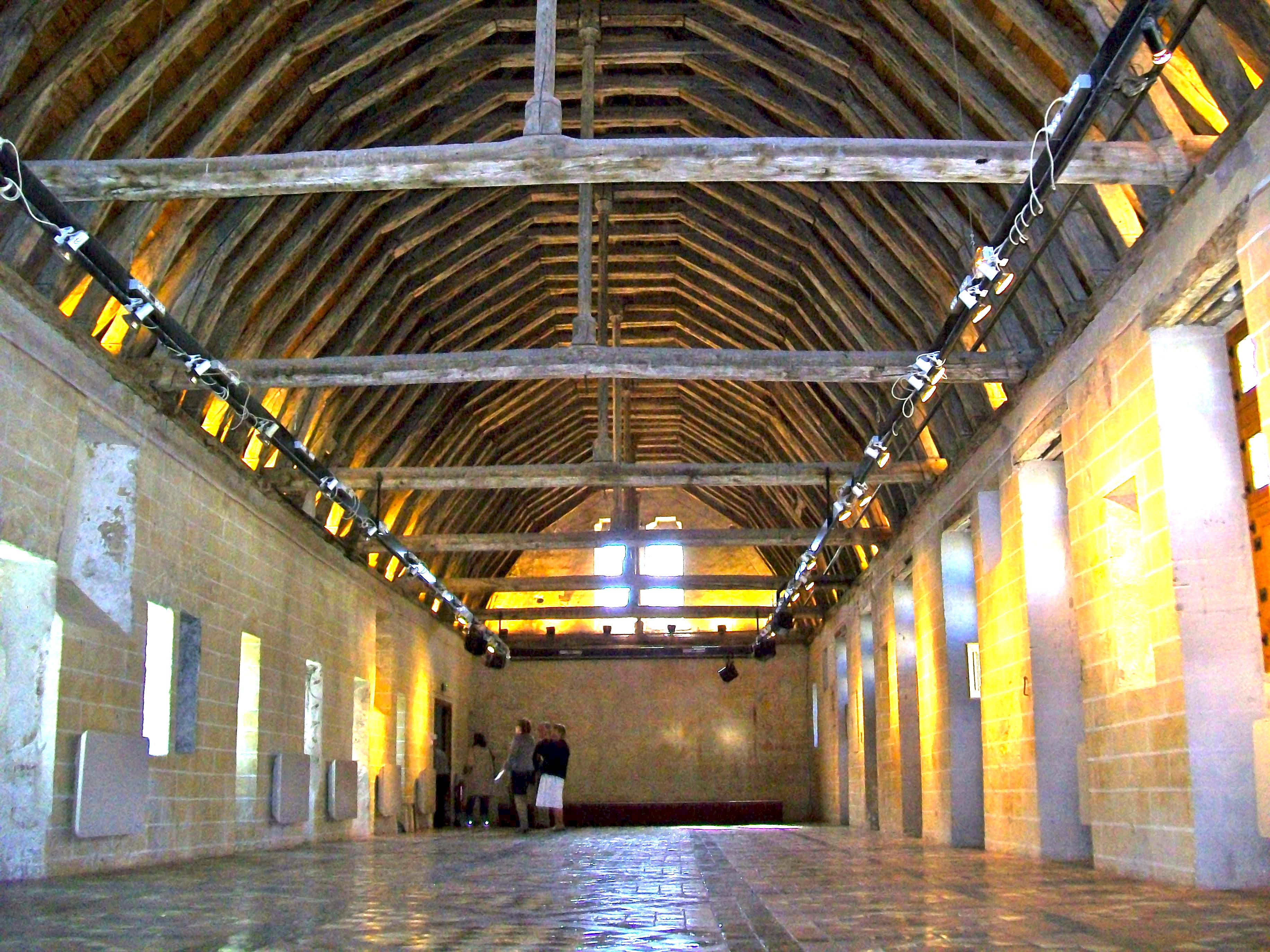
L'intérieur du dortoir des moines avec sa charpente vieille de 500 ans.

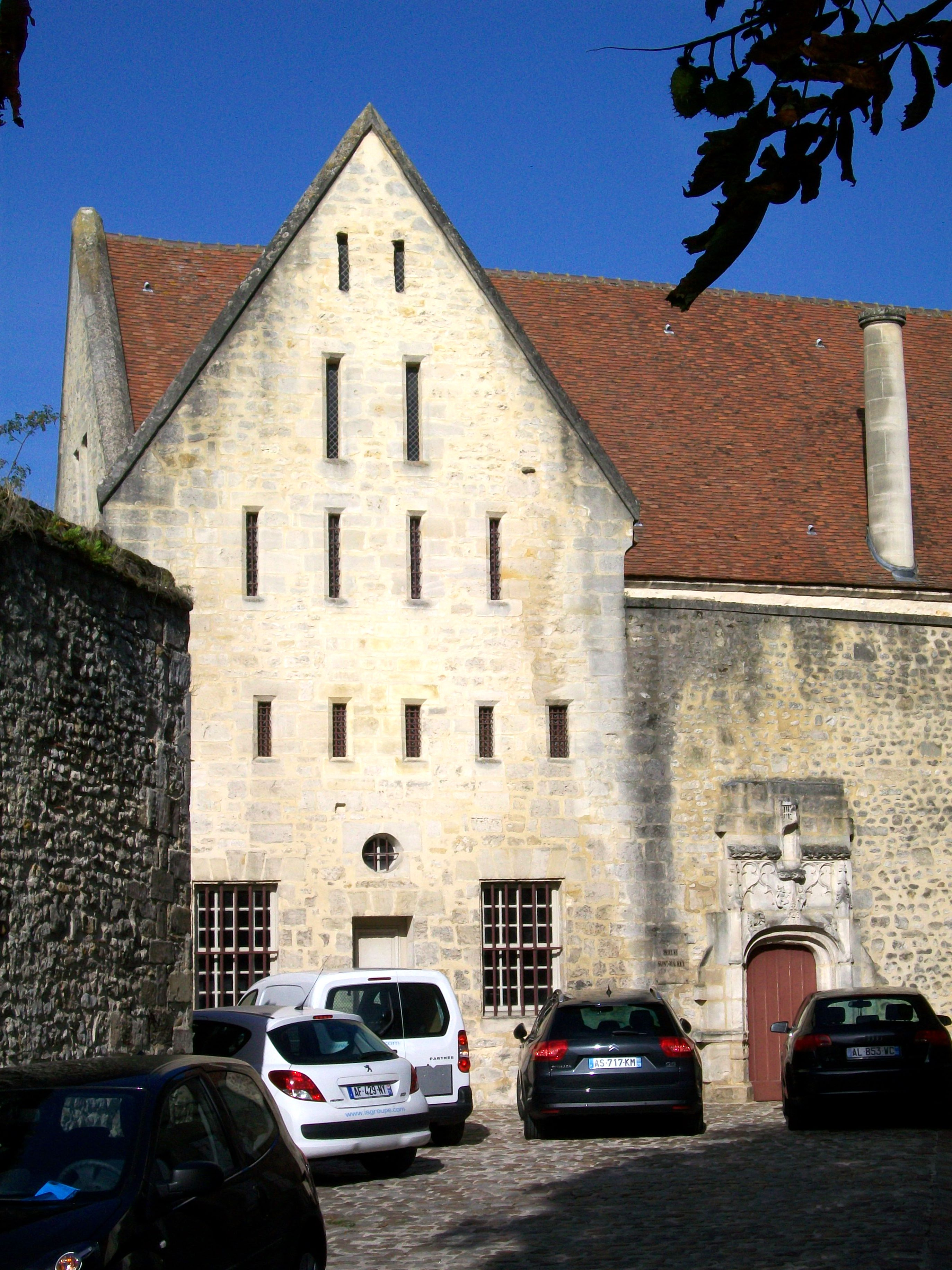
Bâtiment des moines, façade sur l'impasse Baumé.

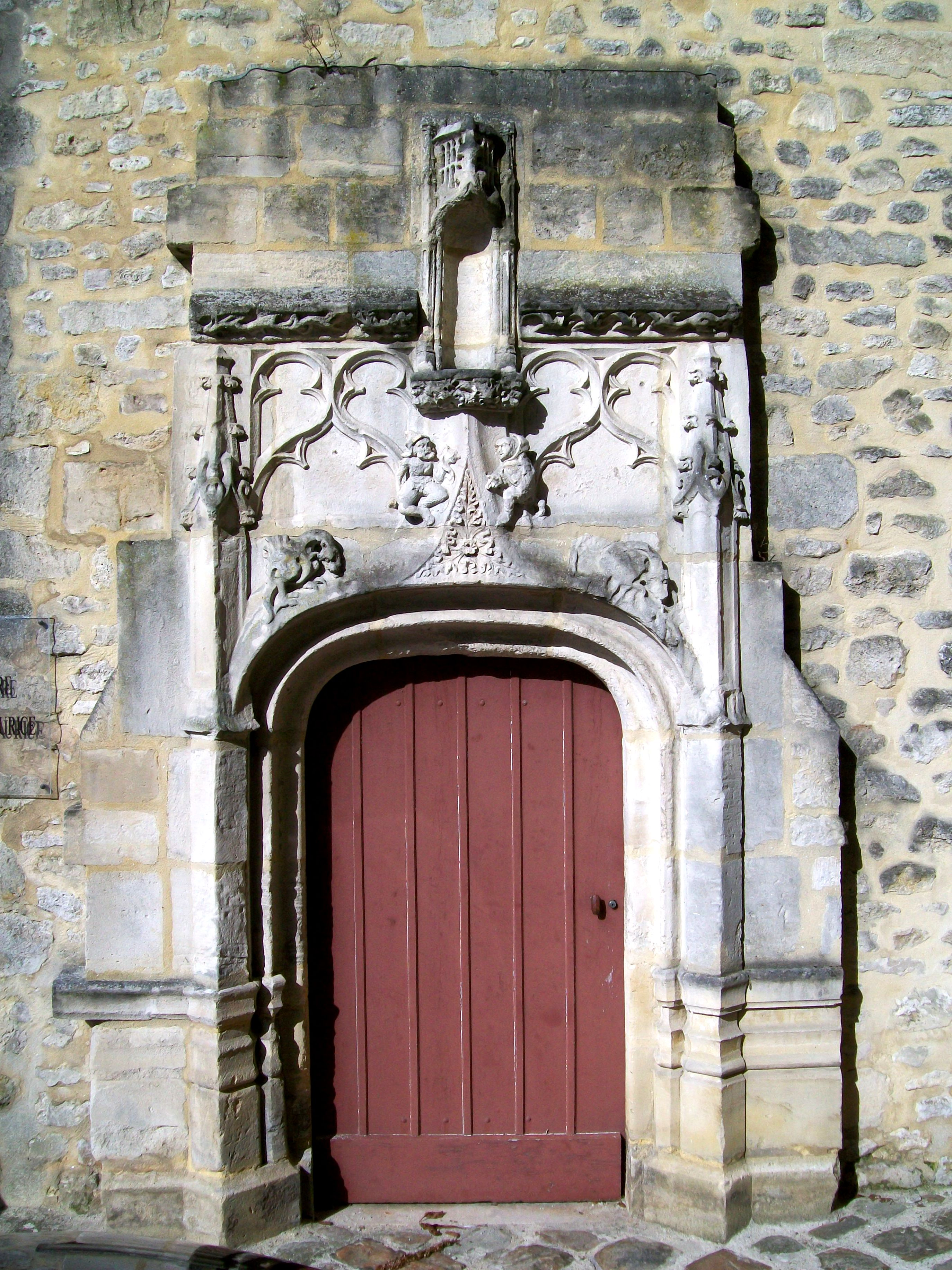
Porte provenant du couvent des cordeliers, impasse Baumé.

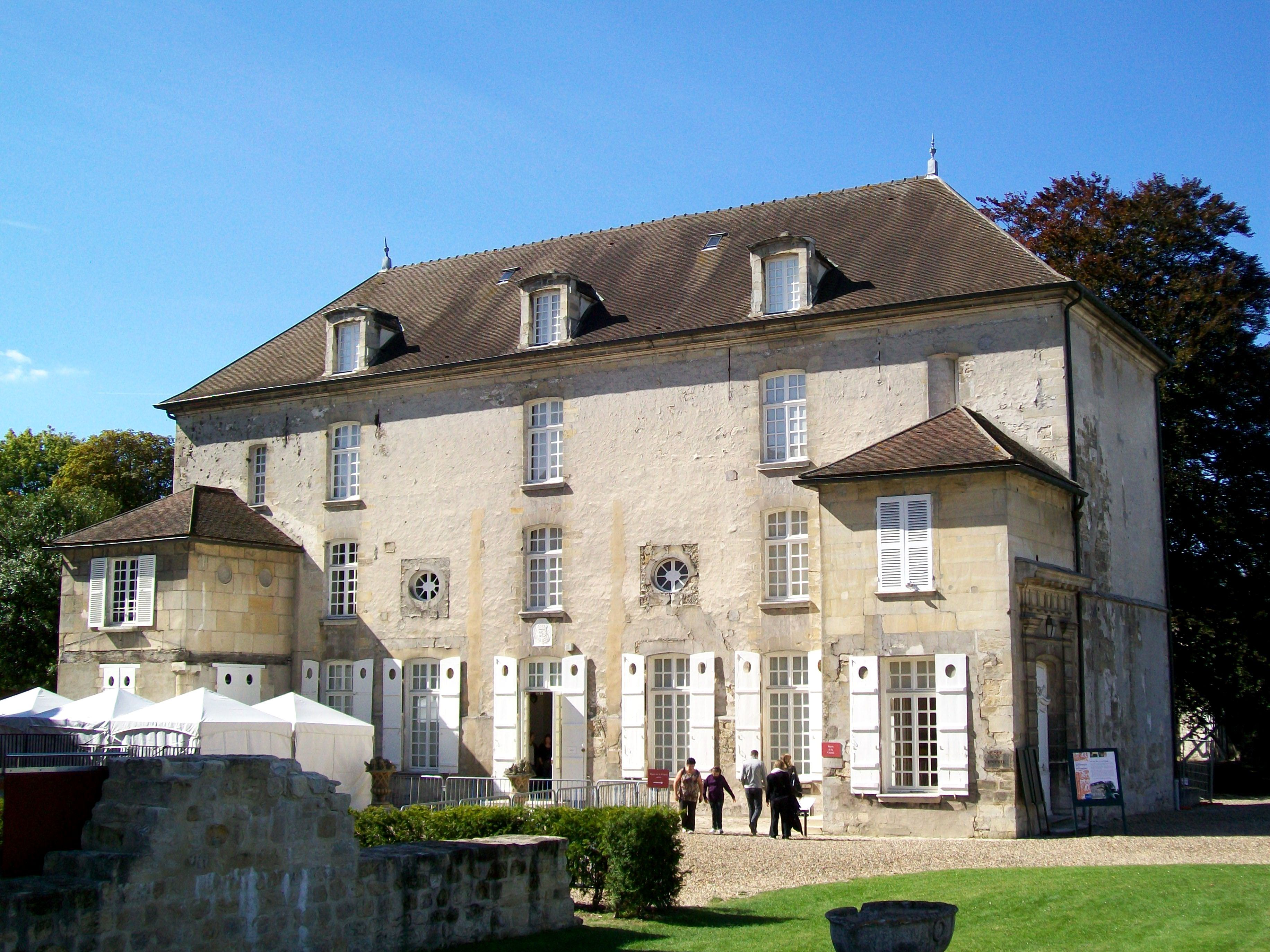
L'ancien logis du prieur, datant du XVIIIe siècle.

Lorsque le souverain Louis IX apprend que l'abbaye d'Agaune à Saint-Maurice (Valais) possède une grande quantité de reliques de saint Maurice et de ses vingt-quatre compagnons martyrs de la légion thébaine, il sollicite cette abbaye pour en recevoir une partie, « tant pour la gloire de Dieu que pour l'édification du peuple de la France ». En même temps, le roi propose des épines de la Sainte Couronne en échange. L'abbé d'Agaune répond favorablement à cette requête, et c'est apparemment à la réception de cette réponse que Saint Louis décide de la fondation du prieuré Saint-Maurice dans la ville de Senlis. Il fait savoir à l'abbé d'Agaune que les reliques trouveront leur domicile dans cette ville, et bientôt après, ce dernier se met en route, accompagné d'une petite délégation de ses chanoines. En effet, quand le roi apprend que le cortège approche de Senlis, avec quatorze châsses dans les bagages, il est pris au dépourvu : rien n'est prévu pour l'accueil des hôtes, et encore moins le prieuré n'est-il construit. Le prieur d'Agaune et ses acolytes sont donc accueillis avec tous les honneurs au château de Mont-l'Évêque, à proximité, alors que Louis IX met tout en route pour préparer un événement digne des illustres reliques à Senlis, réunissant à cet effet les prélats, barons et autres personnes souhaitant y participer. La grande fête est prévue pour le 5 février 1262. Dès la veille, plusieurs évêques et abbés ont rejoint Mont-l'Évêque, et au matin, l'évêque de Senlis, Robert de Cressonsacq, vient chercher les visiteurs suisses en compagnie de l'ensemble du clergé senlisien. La population y assiste en grand nombre. Les châsses, désormais au nombre de vingt-cinq pour correspondre au nombre des saints dont ils contiennent les reliques, sont portés à Senlis par autant de barons ou chevaliers. Après la grande messe solennelle à la cathédrale, les reliques sont entreposés dans la chapelle royale Saint-Denis.
Les travaux doivent être menés de façon accélérée pour que cette solution provisoire ne dure pas. La construction du prieuré dure exactement vingt-six mois. L'inauguration peut être célébrée le dimanche 1er juin 1264, dans la nouvelle chapelle Saint-Maurice du prieuré, présidée par le roi et l'évêque de Senlis. Plusieurs autres évêques sont présents, et la foule est considérable. La chapelle prieurale est dédiée à la Vierge, à saint Maurice et à ses compagnons. De par ses vitraux colorés et par son architecture légère, la chapelle aurait été une reproduction de la Sainte-Chapelle de Paris, antérieure de seize années. Si rien ne permet aujourd'hui de vérifier ces allégations, l'on peut douter que la chapelle de Senlis ait eue deux étages, et les quelques éléments sculptés qui en subsistent (chapiteaux du portail, clés de voûte et consoles) ont certes une très grande qualité d'exécution, mais témoignent de l'austérité que la règle de saint Augustin imposait. D'autre part, l'on sait que la liturgie à la chapelle Saint-Maurice de Senlis était celle de la Sainte-Chapelle de Paris.
La charte de fondation prévoit un nombre de douze chanoines réguliers de saint Augustin sans compter le prieur. Le roi lui-même et Robert de Cressonsacq édictent un règlement, qui stipule entre autres la couleur rouge de l'habit des moines, empruntée de l'abbaye d'Agaune : en effet, l'abbaye valaisanne est déclarée maison-mère. Pour assurer le fonctionnement du prieuré, les revenus de la chapelle royale Saint-Denis (au château royal) lui sont affectés. Cette dernière chapelle perd en même temps son statut de chapelle royale.
Le roi Philippe le Hardi, fils de Saint Louis, lègue dans son testament une somme de cinquante livres tournois au prieuré, même somme qu'avait déjà légué son père. À la fin du XIIIe siècle, le prieuré possède le moulin de Sénecourt à Catenoy et a le droit exclusif sur la quête dans l'église de ce village. En 1376, les reliques s'enrichissent d'une partie du bras de saint Maurice. En vue d'une réforme du monastère, le pape Léon X nomme Antoine Parent, prieur de Saint-Christophe à Fleurines, prieur de Saint-Maurice. Avec une bulle datée de 1518, Parent essaie trois ans plus tard de prendre possession du prieuré, mais les religieux refusent, ne voulant accepter un prieur de l'ordre de Cluny. Plusieurs tentatives de réformer Saint-Maurice restes vaines en raison de l'obstination du prieur Jacques Monnot, jusqu'à ce que Guillaume Parvy parvienne à rattacher le prieuré à la congrégation de Saint-Victor en 1530. Désormais, les religieux doivent porter une robe blanche. Les discussions sur la réforme ne cessent pas encore pendant les années qui suivent. En 1571, Saint-Maurice a l'honneur d'accueillir le chapitre général de la congrégation en ses murs. Henri IV vient deux fois y entendre la messe en 1594.
En 1638, le président Amelot réunit administrativement le collège de Senlis fondé en 1523 au prieuré Saint-Maurice. Sous l'impulsion du cardinal de La Rochefoucauld, le prieuré est rattaché aux génovéfains en 1643. Les moines de l'abbaye Saint-Vincent, affiliée à cette même congrégation, en prennent possession le 14 avril 1643, accompagnés par Charles Faure, abbé de l'abbaye Sainte-Geneviève du Mont et général des génovéfains. Les anciens religieux de Saint-Maurice sont contraints de partir, mais sont récompensés par une pension de 400 livres chacun.
Outre le moulin déjà mentionné, le prieuré possède diverses portions de bois en forêt d'Halatte, un vivier au faubourg Villevert attesté en 1627, et une ferme à Saint-Pathus, attesté en 1754. Les armes du prieuré Saint-Maurice sont d'azur à trois fleurs de lys d'or au chef d'argent au léopard issant de gueules,,.
D'importants travaux sont exécutés durant la seconde moitié du XVIIe et au XVIIIe siècle. Or, le nombre de moines décline, et en 1768, la commission des Réguliers décide de la suppression du monastère n'y trouvant plus que trois religieux. L'ancien prieuré est vendu comme bien national à la Révolution, et le célèbre acteur Pierre-Louis Dubus, dit Préville s'en porte acquéreur. Il revend toutefois dès 1795 à Monsieur de Malézieu de Crépy-en-Valois. C'est lui ou son prédécesseur qui fait raser le cloître et la chapelle. En 1816, la famille Turquet de la Boisserie rachète ce qui reste de l'ancien prieuré, avant d'acquérir les ruines du château royal en 1835, et le potager à l'actuel emplacement du jardin du Roy (au nord du rempart) en 1846. Comme déjà mentionné plus haut, la ville de Senlis achète les trois composants du domaine des Turquet de la Boisserie en 1956, dans le but notamment de disposer, avec l'ancien logis du prieur, d'un local bien adapté pour accueillir le musée de la Vénerie à l'étroit dans la chapelle de la Charité. Cependant, l'ouverture du parc autour de l'ancien prieuré et des ruines du château au public remonte à une période plus ancienne. Au début du XXe siècle, un guide touristique précise qu'il faut sonner à la loge du concierge qui accompagne le visiteur lors de sa visite, moyennant un pourboire.

### Description des bâtiments
De l'ancien prieuré, restent deux bâtiments se faisant face, isolé l'un de l'autre, et construits dans des styles complètement différents, si bien que leur lien historique ne se devine pas en les regardant. Il s'agit de l'ancien palais du prieur commendataire du XVIIIe siècle, grande maison de deux étages évoquant une demeure bourgeoise, et de l'ancien bâtiment des moines, dont le rez-de-chaussée remonte au XIIIe siècle.
Les différents bâtiments du prieuré étaient initialement agencés autour d'un cloître carré. Le logis du prieur en formait le côté occidental, et le bâtiment des moines le côté oriental. Au nord, le cloître était fermé par le mur méridional de la chapelle, dont la tradition orale veut qu'elle ait été bâtie selon le modèle de la Sainte-Chapelle de Paris. Or, jusqu'à ce jour, aucune représentation picturale n'en est connue, et sa disposition est uniquement connue d'après un plan des masses très schématique conservé à la bibliothèque Sainte-Geneviève de Paris. La nef se composait de trois travées avec un bas-côté au nord seulement. Le Chœur polygonal comportait deux travées et une chapelle latérale au nord, à chevet plat.
Le bâtiment des moines est construit tout en longueur, avec un haut pignon et des façades austères, percées de grandes fenêtres à meneaux au niveau de l'étage, côté cloître. Plusieurs petites ouvertures ont été bouchées. Côté cloître également, l'on peut toujours voir une succession de trois arcades en arc brisé, dont celle au milieu plus haute que les autres : c'étaient la porte et les fenêtres de la salle capitulaire, qui, depuis le nord, suivait l'escalier intérieur et la sacristie. Venaient ensuite la bibliothèque et le chauffoir, pièces qui ne sont plus conservées dans leur état d'origine. Sous le pignon nord, se trouve aujourd'hui l'une des deux entrées, avec un escalier extérieur desservant directement l'étage. L'autre entrée se situe impasse Baumé, mais la belle porte au portail flamboyant n'a été montée ici qu'en 1993. Elle provient du couvent des cordeliers, rue des Cordeliers, et en était l'ultime vestige. L'élément le plus remarquable du bâtiment des moines est le grand dortoir des moines à l'étage, qui en occupe toute la longueur. Parfaitement restauré, cette salle probablement construit vers le début du XVIe siècle conserve sa charpente en carène d'origine, vieille de cinq cents ans. Le dortoir des moines accueille aujourd'hui des manifestations culturelles de la ville de Senlis et n'est ouverte à la visite que lors des journées européennes du patrimoine.
Le logis du prieur est proche du style classique, mais la grand sobriété de son architecture ne permet pas le développement d'un style particulier. La façade orientale est quand même d'une certaine élégance, qu'elle doit à sa harmonie et aux hautes fenêtres. Elle est précédée par deux avant-corps latéraux, de la largeur d'une travée, et s'arrêtant après le premier étage. Celui de droite (au nord) comporte un portail avec un entablement de style classique. L'entrée se fait par une porte-fenêtre au milieu, avec deux fenêtres de chaque côté, accompagnées de volets. Aux étages, le rythme des fenêtres change, il n'y a que trois fenêtres par niveau, ainsi que deux œils-de-bœuf qu premier étage. Le toit présente également trois lucarnes alignées sur les fenêtres. Par ailleurs, les caves sur deux niveaux du bâtiment précédent subsistent toujours, et ont été restaurées par la ville de Senlis. La deuxième cave renferme un puits très profond,.
Sur le chemin vers le logis du prieur, une copie en bronze du XIXe siècle, de la « Diane au cerf » du château d'Anet a été posée. L'original est une œuvre de Jean Goujon. Puis, derrière le musée près de la porte sur la place Saint-Maurice à l'ouest, le petit obélisque provenant du carrefour des Égyptiennes ou carrefour de l'Obélisque devant l'ancienne porte Bellon du rempart médiéval a trouvé un nouveau domicile. Ce carrefour se trouvait près du monument de la fraternité franco-marocaine, cours Boutteville. L'obélisque avait été érigé en 1779 pour célébrer la naissance de Marie-Thérèse de France, premier enfant de Louis XVI et Marie-Antoinette au bout de huit années de mariage,.

## Protection

Plan de situation.

Les ruines du château royal sauf le donjon du Xe siècle ont été classés monument historique par liste de 1862, soit un an après la démolition de la majeure partie du logis. La totalité du site du château royal et du prieuré Saint-Maurice a été inscrit par arrêté du 17 décembre 1948 au titre de la loi du 2 mai 1930 relative à la protection des monuments naturels et des sites de caractère artistique, historique, scientifique, légendaire ou pittoresque. Ce site, qui inclut le jardin du Roy au nord du rempart, porte sur une superficie d'un hectare environ. Les motivations de son inscription relevaient de son intérêt historique, archéologique et pittoresque. Les façades et toitures du logis du prieur ainsi que le sol archéologique ont été inscrits par arrêté du 21 décembre 1987. Finalement, le donjon roman et l'ensemble des vestiges de la muraille gallo-romaine compris entre la rue Villevert et la rue de la Treille ont été classés par arrêté du 6 novembre 1995,.